# Григоренко Галина Володимирівна
Галина Володимирівна Григоренко (нар. 27 липня 1978, м. Черкаси) — український державний службовець і менеджер у сфері культури, голова Державного агентства України з питань мистецтв та мистецької освіти (до 15 липня 2022 року), програмна директорка освітньої організації «Культурний Проект», заступниця міністра культури та інформаційної політики України (з 15 липня 2022 року по 4 серпня 2023 року), перша заступниця міністра культури та стратегічних комунікацій України з 15 листопада 2024 року.

## Життєпис
У 2001 році закінчила Національний університет «Києво-Могилянська академія».
Є ініціаторкою та керівницею спільної програми з Національною оперою України «Сезон прем’єр». Випускниця міжнародної навчальної програми Opera Management від OPERA EUROPA.
Є співзасновницею проєкту Open Opera Ukraine. Працювала керівницею музичного напрямку Офісу гуманітарної політики при Міністерстві культури та інформаційної політики України.
19 лютого 2020 року призначена Головою Державного агентства України з питань мистецтв.
З 27 травня 2021 року — голова Державного агентства України з питань мистецтв та мистецької освіти.
З 15 липня 2022 року по 4 серпня 2023 року — заступниця Міністра культури та інформаційної політики України.
З 15 листопада 2024 року — перша заступниця Міністра культури та стратегічних комунікацій України.